# ミレニアム (アルバム)
『ミレニアム』 (Millennium) は、バックストリート・ボーイズによる3枚目のオリジナルアルバムである。

## 解説
このアルバムには大ヒット曲の「アイ・ウォント・イット・ザット・ウェイ」が収録されている。
また、1999年にFNS系列のテレビドラマ「彼女たちの時代」の挿入歌としてこのアルバムの楽曲が使われた。
そして、ビルボードでは1999年の年間チャート1位のアルバムとして認定されている。
日本ではオリコンで「6位」になり、他国では「1位」になった国も多々ある。アメリカではミリオンセラーになっている。現在の世界での売り上げ推定枚数は約4,500万枚。
「ラージャー・ザン・ライフ」は、2000年に日本の女性アイドルグループMAXが「バラ色の日々」として日本語でカバーした。

## 収録曲
1. ラージャー・ザン・ライフ (Larger than Life) - 3:51
作詞・作曲: Max Martin, Kristian Lundin, Brian Littrell　
編曲: Kristian Lundin
2. アイ・ウォント・イット・ザット・ウェイ (I Want It That Way) - 3:32
作詞・作曲: Max Martin, Andreas Carlsson　
編曲: Max Martin, Kristian Lundin
3. ショウ・ミー・ザ・ミーニング・オブ・ビーイング・ロンリー 
(Show Me the Meaning of Being Lonely) - 3:54
作詞・作曲: Max Martin, Herbert Crichlow　
編曲: Max Martin, Kristian Lundin
4. イッツ・ガッタ・ビー・ユー (It's Gotta Be You) - 2:56
作詞・作曲: Max Martin, Robert John "Mutt" Lange　
編曲: Max Martin, Rami Yacoub
5. アイ・ニード・ユー・トゥナイト (I Need You Tonight) - 4:22
作詞・作曲: Andrew Fromm　編曲: Robert John "Mutt" Lange
6. ドント・ウォント・ユー・バック (Don't Want You Back) - 3:25
作詞・作曲: Max Martin　編曲: Max Martin, Rami Yacoub
7. ドント・ワナ・ルーズ・ユー・ナウ (Don't Wanna Lose You Now) - 3:54
作詞・作曲: Max Martin　編曲: Max Martin, Rami Yacoub
8. ザ・ワン (The One) - 3:46
作詞・作曲: Max Martin, Brian Littrell　編曲: Max Martin, Kristian Lundin
9. バック・トゥ・ユア・ハート (Back to Your Heart) - 4:20
作詞・作曲: Gary Baker, Jason Blume, Kevin Richardson　編曲: Stephen Lipson
10. スパニッシュ・アイズ (Spanish Eyes) - 3:54
作詞・作曲: Andrew Fromm, Sandy Linzer　編曲: Timmy Allen, Mattias Gustafsson
11. ノー・ワン・エルス・カムズ・クロース (No One Else Comes Close) - 3:42
作詞・作曲: Gary Baker, Wayne Perry, Joe Thomas　編曲: Timmy Allen, Edwin "Tony" Nicholas
12. パーフェクト・ファン (The Perfect Fan) - 4:14
作詞・作曲: Brian Littrell, Thomas Smith　編曲: Eric Foster White
13. アイル・ビー・ゼア・フォー・ユー (I'll Be There For You) - 4:34
作詞・作曲: Gary Baker, Timmy Allen, Wayne Perry
14. ユー・ロート・ザ・ブック・オン・ラブ (You Wrote the Book on Love) - 4:38
作詞・作曲: Butch Johnson, Wayne Perry

## 参考
1. ↑  Billboard: 1999 Year-End Chart-Toppers Rock On The Net
2. ↑  ORICON STYLE ミレニアム オリコン芸能人事典
3. ↑  Backstreet Boys: Millennium Australian Charts (Hung Medien)
4. ↑  Gold/Platinum/Diamond Certifications for Millennium[リンク切れ] Recording Industry Association of America